# リンデン・ピンドリング国際空港
リンデン・ピンドリング国際空港（リンデン・ピンドリングこくさいくうこう、英: Lynden Pindling International Airport）はバハマ国のニュー・プロビデンス島にある国際空港。首都ナッソーの近郊に位置している。名称は2000年に死去したバハマの元首相から付けられた。

## 就航路線

### 国内線
| 航空会社                   | 就航地 |
| -------------------------- | --- |
| バハマスエア               | フリーポート、ジョージタウン、ノースエルーセラ、ガバナーズ・ハーバー、マーシュ・ハーバー、スプリングポイント、コロネルヒル、イナグア、デッドマンズ・ケイ、マヤガーナ、ロックサウンド、サンサルバドル |
| パイナップルエア           | ノースエルーセラ、ロックサウンド、ステラマリス |
| スカイバハマ・エアラインズ | フリーポート、ジョージタウン、マーシュ・ハーバー、ニューバイト、アーサーズタウン(ニューバイト経由)                                                                                                   |
| サザン・エア・チャーター   | ノースエルーセラ、ガバナーズ・ハーバー、デッドマンズ・ケイ、ロックサウンド、ステラマリス、ニューバイト、アーサーズタウン、ポートネルソン、サンサルバドル                                             |
| ウェスタン航空             | フリーポート、ビミニ、サン・アンドロス、サウスアンドロス |

### 国際線

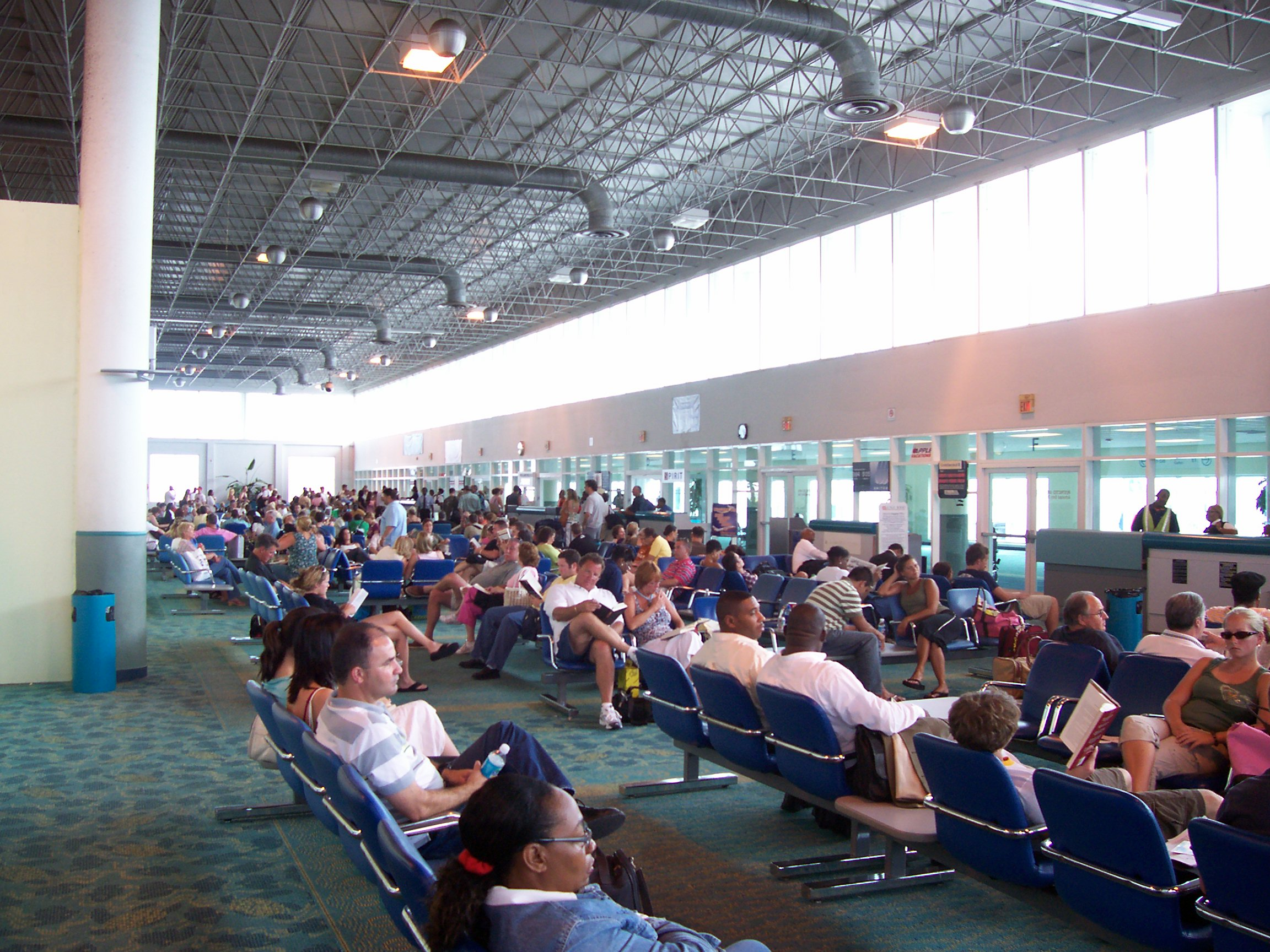
空港内の米国線発着ゲート付近

| 航空会社                     | 就航地 |
| ---------------------------- | --- |
| バハマスエア                 | オーランド、フォートローダーデール、マイアミ、ハバナ、プロビデンシアレス                                                     |
| コパ航空                     | パナマシティ |
| カリビアン航空               | キングストン、ポートオブスペイン                                                                                             |
| インターカリビアン航空       | プロビデンシアレス |
| アメリカン航空               | シャーロット、フィラデルフィア、季節：オースティン、ボストン、シカゴ/オヘア、ダラス/フォートワース、NYラガーディア、マイアミ |
| アメリカン・イーグル         | マイアミ、季節：NYラガーディア、フィラデルフィア、ワシントン/ナショナル                                                      |
| ユナイテッド航空             | ニューアーク、季節：シカゴ/オヘア、デンバー、ヒューストン、ワシントン/ダレス                                                 |
| ユナイテッド・エクスプレス   | 季節：シカゴ/オヘア、クリーブランド、ヒューストン、ワシントン/ダレス                                                         |
| デルタ航空                   | アトランタ、ニューヨーク/ケネディ、季節：ボストン、デトロイト、ミネアポリス                                                  |
| ジェットブルー航空           | ボストン、フォートローダーデール、ニューアーク、NY/JFK、オーランド、ワシントン/ナショナル                                    |
| シルバー・エアウェイズ       | フォートローダーデール、タンパ                                                                                               |
| サウスウエスト航空           | ボルチモア、フォートローダーデール                                                                                           |
| エア・カナダ                 | トロント、モントリオール |
| ウエストジェット航空         | トロント、カルガリー |
| ブリティッシュ・エアウェイズ | グランドケイマン、ロンドン/ヒースロー                                                                                        |
| コンドル航空                 | フランクフルト |